# Agriornis
Agriornis es un género de aves paseriformes perteneciente a la familia Tyrannidae que agrupa a especies nativas de América del Sur, donde se distribuyen principalmente a lo largo de la cordillera de los Andes, desde Colombia y Ecuador hasta Tierra del Fuego en Argentina y Chile, con una especie llegando al este hasta Uruguay. A sus miembros se les conoce por el nombre común de gauchos y también meros o arrieros.

## Etimología
El nombre genérico masculino «Agriornis» se compone de las palabras del griego «agrios» que significa ‘feroz’, ‘bravo’, y «ornis, ornithos» que significa ‘ave’.

## Características
Las gauchos son los mayores tiránidos existentes (exceptuando algunos Tyrannus de largas colas), midiendo entre 18,5 y 28,5 cm de longitud. Sus cuerpos son robustos y se caracterizan por sus picos prominentemente ganchudos, que usan para capturar presas relativamente grande. Son generalmente poco comunes y se encuentran en áreas abiertas y de altitud en los Andes y en la Patagonia. Diferente de las dormilonas (Muscisaxicola), que ocupan los mismos terrenos, nunca son gregarios.

## Lista de especies
Según las clasificaciones del Congreso Ornitológico Internacional (IOC) y Clements Checklist/eBird, el género agrupa a las siguientes especies, con su respectivo nombre común de acuerdo con la Sociedad Española de Ornitología (SEO),
| Imagen | Nombre científico     | Autor                          | Nombre común   | Estado de conservación | Distribución |
| ------ | --------------------- | ------------------------------ | -------------- | ---------------------- | ------------ |
|        | Agriornis montanus    | (d'Orbigny & Lafresnaye, 1837) | gaucho serrano | LC                     |              |
|        | Agriornis albicauda   | (Philippi & Landbeck, 1863)    | gaucho andino  | LC                     |              |
|        | Agriornis lividus     | (Kittlitz, 1835)               | gaucho grande  | LC                     |              |
|        | Agriornis micropterus | Gould, 1839                    | gaucho gris    | LC                     |              |
|        | Agriornis murinus     | (d'Orbigny & Lafresnaye, 1837) | gaucho chico   | LC                     |              |

## Taxonomía
La especie Agriornis albicauda era antes denominado A. andicola, pero se consideró que el nombre estaba preocupado por la subespecie A. micropterus andecola y se propuso el cambio, lo que fue aprobado en la Propuesta N° 280 al Comité de Clasificación de Sudamérica (SACC).
Los amplios estudios genético-moleculares realizados por Tello et al. (2009) descubrieron una cantidad de relaciones novedosas dentro de la familia Tyrannidae que todavía no están reflejadas en la mayoría de las clasificaciones. Siguiendo estos estudios, Ohlson et al. (2013) propusieron dividir Tyrannidae en cinco familias. Según el ordenamiento propuesto, Agriornis permanece en Tyrannidae, en una subfamilia Fluvicolinae Swainson, 1832-33, en una nueva tribu Xolmiini Tello, Moyle, Marchese & Cracraft, 2009, junto a Lessonia, Hymenops, Muscisaxicola, Satrapa, Xolmis, Cnemarchus (con Polioxolmis), Knipolegus, Neoxolmis y Myiotheretes.